# 印卡·加西拉索·德拉維加
印卡·加西拉索·德拉維加（西班牙語：Inca Garcilaso de la Vega；1539年4月12日—1616年4月23日），麥士蒂索人作家。
加西拉索出生在西班牙秘魯副王區境內的庫斯科，父親是西班牙殖民者，曾任库斯科城防司令；母親是印加公主，是傀儡國王圖帕克·瓦爾帕的女兒。
他自幼受到良好教育。1560年其父死後，1561年前往西班牙蒙蒂利亚，在西班牙接受教育，此後並未回到秘魯。1570年被任命为上尉，举兵镇压阿尔普哈斯的莫里斯科叛乱，退役后因不得西班牙朝廷重视，隐居于哥尔多瓦修道院，潜心翻译和写作。1609年，加西拉索著《印卡王室述評》（《印加诸王的历史传记》）一書，是美洲人撰写的第一部有重要价值的新大陆编年史。它叙述秘鲁诸王——印加人的起源、信仰、法律、生活和武功等，以及西班牙的入侵、暴君的兴起和所受到的惩罚等等。1616年于哥尔多瓦逝世。因该书深深激发了秘鲁人民的爱国热情，1870年图帕克·阿马鲁起义后，西班牙殖民当局宣布其为禁书，予以焚毁。